# Führerstandssignalisierung

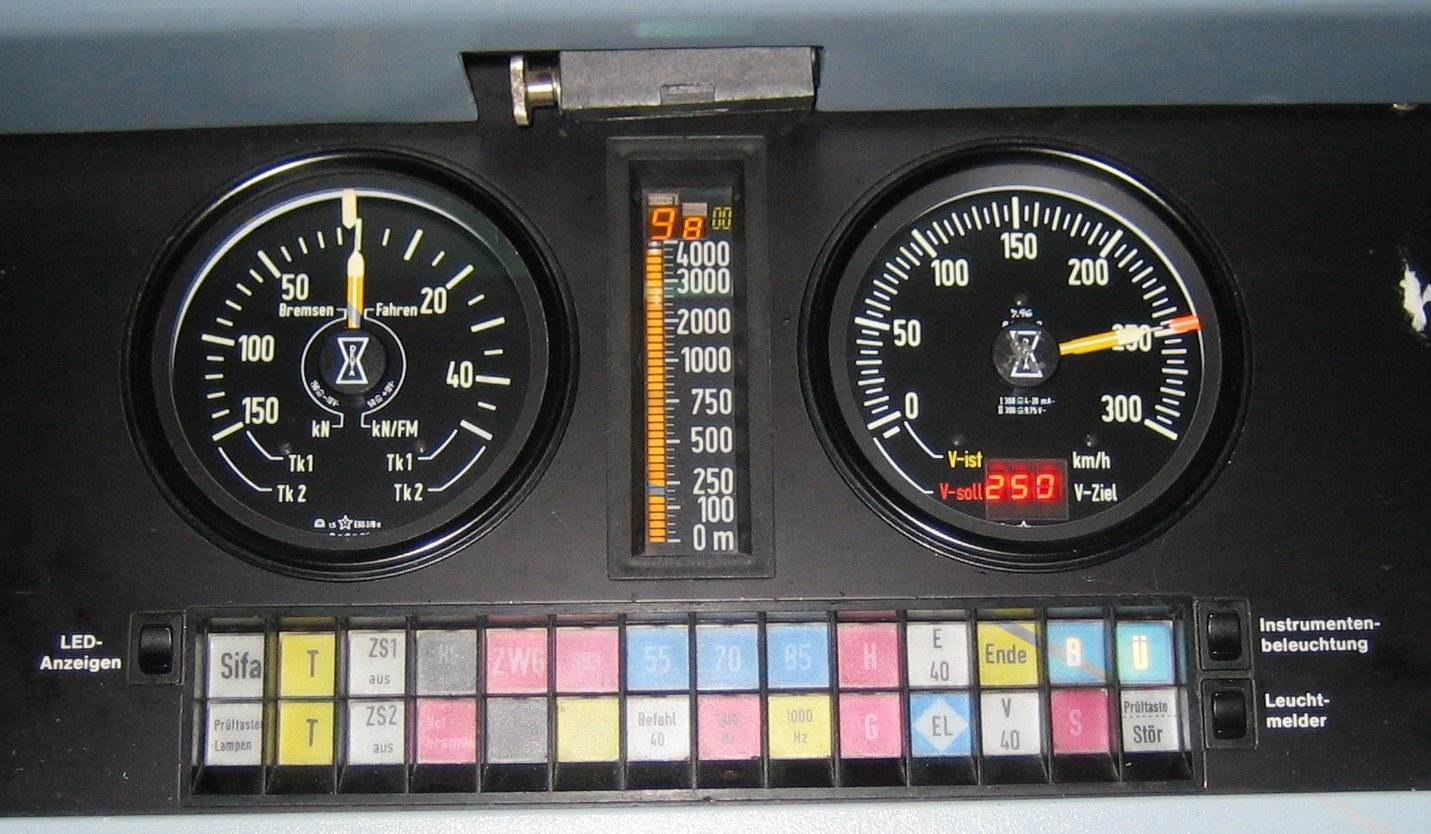
Modulare Führerraumanzeige (MFA) des ICE 2 im LZB-Betrieb. Ist-, Soll- und Zielgeschwindigkeit liegen bei 250 km/h, die Zielentfernung bei 9800 Metern.

Driver Machine Interface von ETCS mit Tacho (links), Vorausschau (rechts) und weiteren Meldungen (unten links)

Die Führerstandssignalisierung (FSS), auch als Führerraumsignalisierung bezeichnet, ist eine Form der Signalisierung der Eisenbahn. Ein wesentlicher Grund für die Einführung von Führerstands-Signalisierungen ist, dass Triebfahrzeugführer die an den Gleisen stehenden Signale bei hohen Geschwindigkeiten nicht mehr sicher wahrnehmen können.
Im Rahmen der Führerstandssignalisierung werden die Informationen von Signalen an der Strecke auf einer Anzeige im Führerraum dargestellt. Daneben werden Geschwindigkeitsinformationen sowie optische und akustische Warnsignale wiedergegeben.

## Klassifikation

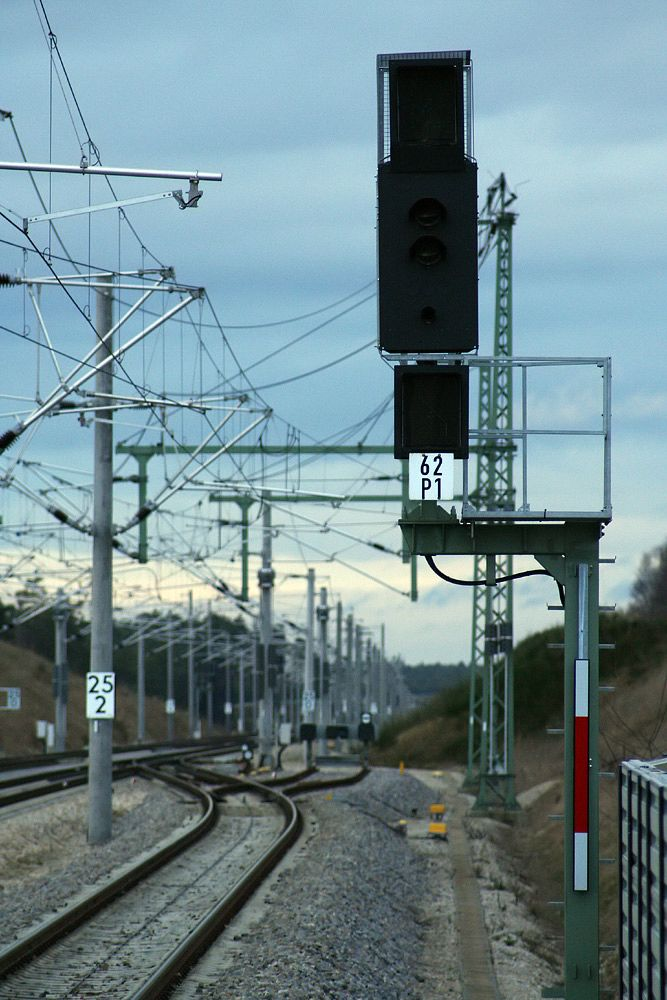
Dunkelgeschaltes Ks-Signal für einen unter unabhängiger Führerraumsignalisierung geführten Zug. Anstelle des Signalbegriffs werden die Informationen direkt in den Führerstand des Zuges übertragen.

Im Verhältnis zur ortsfesten Signalisierung können Systeme zur Führerstandssignalisierung entweder unterstützend oder unabhängig sein:
- Unterstützende Systeme geben zusätzliche Sicherheit, ohne ortsfeste Signale zu ersetzen. Die Funktion der Führerraumsignalisierung beschränkt sich auf eine Überwachung des Triebfahrzeugführers. Die meisten Systeme im konventionellen europäischen Bahnsystem sind von dieser Art.[1]
- Unabhängige Systeme ersetzen ortsfeste Signale, wobei zusätzlich zu den Überwachungsfunktionen auch eine Führung durch Führerstandssignale erfolgt. Derartige Systeme werden insbesondere im Hochgeschwindigkeitsverkehr gefordert, wo ortsfeste Signale nicht mehr sicher wahrgenommen werden können. Sie finden auch bei Stadtschnellbahnen mit hohen Leistungsanforderungen Verwendung. Mit diesen Systemen ist auch eine Automatisierung des Betriebs möglich.[1]

## Geschichte
Experimente zur Führerstandssignalisierung erfolgten in den 1910er Jahren in Großbritannien, in den 1920er Jahren in den USA und in den 1940er Jahren in den Niederlanden. 1922 entschied die Interstate Commerce Commission (Regulierungsbehörde für den Eisenbahnverkehr in den USA), dass eine Zugbeeinflussung bei Fahrten über 80 mph (130 km/h) notwendig ist, die wenigstens eine Zwangsbremsung auslösen kann. Die Pennsylvania Railroad testete dann eine kontinuierliche Signalisierung über das Gleis, bis sich 1926/1927 ein System mit vier Signalbegriffen herausbildete. Das Pulse Code Cab Signaling beeinflusste ähnliche Varianten auch in Europa, darunter RS4 in Italien und ALS in der Sowjetunion. Da die erste Generation als ALS-N für Fahrten im Hochgeschwindigkeitsverkehr nicht sicher genug funktioniert, wurde es später um eine Variante ALS-EN ergänzt. Das Pulse Code Cab Signaling wurde regional erweitert, um weitere Geschwindigkeitsbegrenzungen anzeigen und überwachen zu können.
Führerstandssignalisierung wird, in Form der Linienzugbeeinflussung, seit den 1960er Jahren für Schnellfahrten (über 160 km/h) in Deutschland und später auch in Österreich eingesetzt. Seit Ende der 1990er Jahre findet die Führerstandsignalisierung auch auf einzelnen konventionellen Strecken Anwendung (Projekt CIR-ELKE).
In Großbritannien ist Führerstandssignalisierung seit den 1980er Jahren bei Geschwindigkeiten von über 125 Meilen pro Stunde (201 km/h) vorgeschrieben.
Seit den 1990er Jahren steht mit dem European Train Control System ein weiteres Zugbeeinflussungssystem bereit, das eine Führerstandssignalisierung bietet.